# Pocket (American Football)

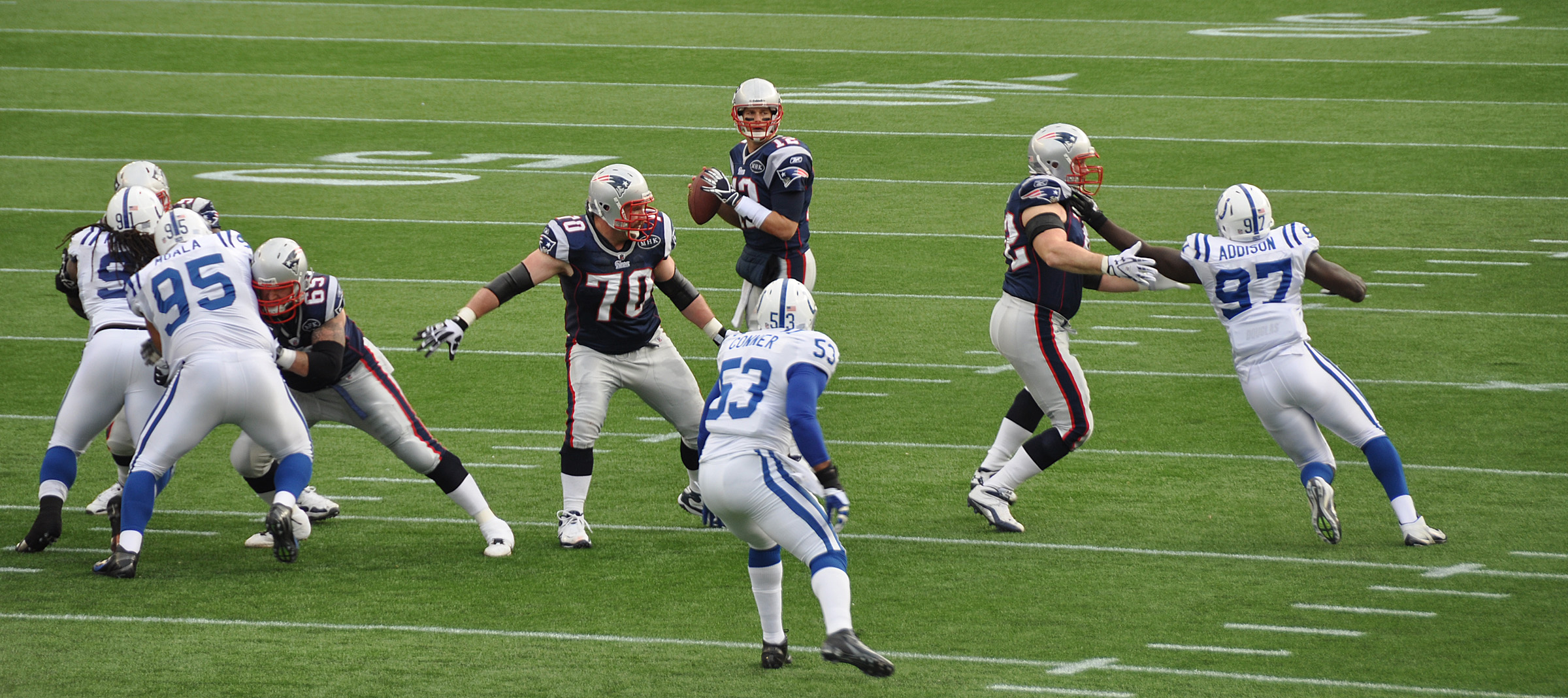
Tom Brady (hinten, Mitte) in der Pocket.

Die Passing Pocket (englisch Pocket ‚Tasche‘) ist ein Begriff im American Football und beschreibt den Bereich im Backfield beim Passspiel, in welchem die Offensive Line einen Schutz für den Quarterback bildet. Dieser Schutz bringt ihm die Zeit, einen Passempfänger zu finden und den Ball zu werfen. Die Tackles und die Guards ziehen sich etwas zurück und schützen den Quarterback vor seitlich angreifenden Verteidigern.